# Ixodes tiptoni
Ixodes tiptoni este o specie de căpușe din genul Ixodes, familia Ixodidae, descrisă de Glen M. Kohls și Clifford în anul 1962.
Este endemică în Panama. Conform Catalogue of Life specia Ixodes tiptoni nu are subspecii cunoscute.